# نيفين سوبوتيتش
نيفين سوبوتيتش (بالصربية: Невен Суботић)‏ (بالإنجليزية: Neven Subotić)‏ (مواليد 10 ديسمبر 1988 في بانيا لوكا - يوغوسلافيا) لاعب كرة قدم صربي يلعب حاليا لصالح نادي الدرجة الأولى يونيون برلين الألماني في مركز قلب الدفاع .

## روابط خارجية
- نيفين سوبوتيتش على موقع الاتحاد الدولي (مؤرشف)  (الإنجليزية)
- نيفين سوبوتيتش على موقع الاتحاد الأوربي (الإنجليزية)
- نيفين سوبوتيتش على موقع اتحاد تركيا (لاعب) (الإنجليزية)
- نيفين سوبوتيتش على موقع إي إس بي إن إف سي (الإنجليزية)
- نيفين سوبوتيتش على موقع قاعدة بيانات كرة القدم.إي يو (الإنجليزية)
- نيفين سوبوتيتش على موقع بيانات كرة القدم. دي إي (الألمانية)
- نيفين سوبوتيتش على موقع ليكيب (الفرنسية)
- نيفين سوبوتيتش على موقع ناشيونال فوتبول تيمز (الإنجليزية)
- نيفين سوبوتيتش على موقع Soccerway.com (الإنجليزية)
- نيفين سوبوتيتش على موقع عالم كرة القدم.نت (الإنجليزية)